# L'uomo che non c'era
L'uomo che non c'era (The Man Who Wasn't There) è un film giallo-noir del 2001 diretto da Joel Coen e interpretato da Billy Bob Thornton, Frances McDormand, James Gandolfini, Tony Shalhoub e da una giovane Scarlett Johansson.

## Trama
1949, Santa Rosa. Ed Crane racconta in prima persona la sua storia di aiutante barbiere poco loquace, annoiato e sognatore, in un salone di proprietà del cognato Frank. Crane intuisce che sua moglie Doris lo tradisce con "Big Dave", amico comune e direttore del grande magazzino nel quale lei lavora come contabile. Fatalisticamente, però, finge di non sospettare nulla, lasciando correre per il quieto vivere. Chiaramente deluso e stanco della sua vita di routine, sembra trovare sollievo solo nelle affettuose e innocenti attenzioni verso Birdy, giovanissima e acerba pianista dilettante di cui egli apprezza e sopravvaluta le doti musicali.
Ad accendere l'interesse di Crane, oltre alla giovane, è un forse losco uomo d'affari, Craighton Tolliver, un truffatore piovuto nel negozio di barbiere da non si sa dove, il quale lo attrae per un nuovo tipo di affari: il lancio di una catena di moderne tintorie dotate di un innovativo, per l'epoca, sistema di lavaggio a secco. Il pittoresco figuro, dopo aver convinto Ed a partecipare all'investimento truffaldino con metà della quota iniziale sparirà dalla circolazione.
Per procurarsi i soldi, Ed ha ricattato "Big Dave" fingendosi un anonimo pronto a denunciarlo per adulterio facendo così crollare la sua rispettabilità presso i concittadini e nei confronti della sua stessa moglie, unica proprietaria che certamente reagirà all'adulterio cacciandolo dalla gestione dell'emporio. "Big Dave" paga ma si considera rovinato, perché è stato costretto a rinunciare a diventare anche lui proprietario di un negozio dopo aver inutilmente fatto falsificare dall'amante i libri contabili. Dave sospetta di Tolliver, che aveva tentato anche con lui la stessa truffa per la stessa cifra chiesta dal ricattatore: lo trova e lo picchia a morte, venendo così a conoscenza del piano di Crane con il quale per vendicarsi organizza un incontro. Ne nasce una colluttazione tra i due durante la quale Crane per difendersi uccide Dave pugnalandolo con un tagliacarte.
Del delitto viene accusata Doris, che non ha un alibi ed è associata a Dave nella truffa contabile; per pagare la parcella di un famoso avvocato Frank decide di ipotecare il suo negozio da barbiere per aiutarli, ma quando sembra che la causa volga verso un esito positivo Doris, che era incinta di "Big Dave", si uccide in prigione. Frank diventa alcolista, ed è Crane, rimasto più solo di prima nella vita e nel lavoro, che tiene in piedi il negozio; nel frattempo, continua ad interessarsi a Birdy, di cui sogna di diventare manager della sua carriera, accompagnandola a San Francisco ad una audizione presso un rinomato maestro di piano, il quale però la giudica abile con le mani ma priva di vero talento.
Durante il viaggio di ritorno, la ragazza, per riconoscenza delle attenzioni di Crane verso di lei, tenta un approccio sessuale ma l'uomo si oppone, l'auto sbanda e i due finiscono all'ospedale. Al suo risveglio Crane viene accusato di omicidio: non di Birdy, che si è salvata, né di "Big Dave", il cui caso è ormai chiuso, ma di Tolliver, dopo che il suo cadavere è stato ripescato in uno stagno con indosso le carte dell'affare firmate da Crane che lo avrebbe ucciso per la truffa subita dopo aver convinto la moglie a falsificare i libri contabili.
Con il negozio in mano alla banca, stavolta è la casa che viene venduta per pagare lo stesso avvocato per il nuovo processo; ma una scenata in aula del cognato rovina l'arringa del difensore che chiede l'annullamento e un nuovo processo, ottenendolo. Ma a Ed, che non può sostenere le spese dell'avvocato, viene assegnato un avvocato difensore d'ufficio che non riesce ad impedire la severa condanna alla sedia elettrica, che Ed accetterà in completa rassegnazione per uscire da una vita così dolorosa e inutile.
Mentre attende il giorno della sua esecuzione, Ed scrive la propria storia per venderla a una rivista pulp, e la notte prima dell'esecuzione intravede un UFO nel cielo sopra il carcere, ma non ci fa caso ritenendolo un altro mistero della vita inspiegato, prima di rientrare per essere condotto alla sedia elettrica. Durante i suoi ultimi attimi di vita mentre viene fulminato a morte, Ed non rimpiange le sue azioni e spera di rivedere Doris nell'aldilà, liberi dalle imperfezioni del mondo mortale.

## Produzione
Il soggetto del film risale alla metà degli anni novanta, ma il suo trattamento venne dai Coen momentaneamente accantonato quando si concentrarono nella realizzazione de Il grande Lebowski. Tornati disponibili, i fratelli si trasferirono in Irlanda - dove all'epoca era impegnata Frances McDormand - per continuare a scrivere. Una volta completata, la sceneggiatura fu inviata ai produttori Eric Fellner e Tim Bevan della Working Title Films, i quali intendevano iniziare la produzione della pellicola nel 1999 ma, approfittando della disponibilità di George Clooney, preferirono dedicarsi ad un altro loro film in cantiere, Fratello, dove sei?. Non appena le riprese e il montaggio terminarono a metà del 2000, i Coen continuarono per la realizzazione del film The Man Who Wasn't There, a quel tempo provvisoriamente intitolato The Barber Project. Il finanziamento del film, che raccolse un budget approssimativo di venti milioni di dollari, avvenne attraverso la Gramercy Pictures, la Working Title Films e i produttori di Good Machine, società di Ted Hope e James Shamus, che in seguito fondò Focus Features.
Senza sapere ancora chi avrebbe interpretato il protagonista, Coen descrisse il personaggio di Doris - la moglie di Ed Crane - e di Frank - il proprietario del negozio di barbiere - assegnandone le parti rispettivamente per Frances McDormand e Michael Badalucco. Per il ruolo più importante i registi scelsero un attore con cui non avevano mai lavorato prima: Billy Bob Thornton , che accettò la proposta di incarnare il barbiere prima ancora di leggere la sceneggiatura: «Sapevo che sarebbe stato bello. Ci sono alcune persone con le quali sai che non puoi sbagliare», ha detto l'attore. Per il ruolo del capo e dell'amante di Doris, i Coen convinsero a recitare nel film James Gandolfini, che ritenevano «perfetto per il personaggio». Altri due attori già noti ai Coen, Jon Polito e Tony Shalhoub, si unirono al cast, completato da Adam Alexi-Malle, Katherine Borowitz, Richard Jenkins e l'allora adolescente Scarlett Johansson. Quando Jenkins ricevette la chiamata per partecipare al casting, rifiutò la proposta perché aveva già partecipato senza successo a tre provini per tre precedenti produzioni Coen. Tuttavia, i registi alla fine lo vollero come interprete del ruolo assegnatogli.
Le riprese iniziarono il 26 giugno 2000 in California e si conclusero il 1º settembre, dopo dieci settimane di lavoro.
La fotografia di Roger Deakins fu semplice e tradizionale. La maggior parte degli scatti furono effettuati con la cinepresa all'altezza degli occhi, con obiettivi normali e una lunga profondità di campo. Rispetto ai vecchi film bianco e nero americani, Deakins utilizzava una vasta gamma di grigi e cercava di creare poco contrasto senza molte ombre forti, usando meno luci e più grandi. Nonostante fosse ambientato in un'epoca che ricordasse il tempo passato Deakins usava le tecnologie contemporanee ma faceva in modo che il film riflettesse l'epoca in cui la storia narrata si svolgeva.
La pellicola era nel formato 35mm a colori poi convertita in bianco e nero durante la postproduzione. Questa procedura era dovuta, in parte, a motivi tecnici poiché in quel periodo ormai la disponibilità di rotoli di pellicola in bianco e nero era molto bassa.
In realtà per esigenze contrattuali e di marketing, in alcuni paesi il film è stato proiettato a colori. «Il film non è stato realizzato per essere visto a colori» ha dichiarato Joel Coen e ha aggiunto che a colori sarebbe sembrato «orribilmente fuori luogo», perché la scala di grigi utilizzata ha efficacemente sostituito i colori procurando la giusta atmosfera della storia narrata.

## Distribuzione
Medusa film
Uscita: 30 novembre 2001

## Accoglienza

### Incassi
Il film ha incassato negli Stati Uniti 7.504.257 $ e complessivamente 18916623 $.

### Critica
Un film di genere noir e cinema giallo con influenze thriller, girato dai Coen originariamente a colori e poi portato al bianco e nero con particolari tecniche di desaturazione, è ambientato a Santa Rosa, una cittadina di provincia della California, nell'epoca in cui il sogno americano andava poco a poco sostituendosi agli orrori della guerra da poco terminata. Sia Dave che Crane sognano di conquistare la felicità rischiando e arricchendosi con facili guadagni.
La pellicola, accompagnata da una colonna sonora costituita prevalentemente da musiche per pianoforte (il leitmotiv è dato dalla Patetica di Beethoven, in particolare dal secondo movimento della sonata), è ricca di citazioni interne: vi ricorrono alcuni dei temi e situazioni caratteristiche della filmografia dei fratelli Coen, tra cui la figura di un uomo esistenzialmente allo sbando e senza una sicura direzione come in Fargo, in A Serious Man, in Crocevia della morte, in A proposito di Davis e, sia pure sul versante scanzonato, come ne Il grande Lebowski. Con A Serious Man condivide anche una visione scettica della scienza, con il riferimento dell'avvocato Riedenschneider, difensore di Doris che si propone di confondere la realtà processuale dimostrando che nessuno conosce la verità citando il principio di indeterminazione di Heisenberg:
Al centro della narrazione vi è un matrimonio infelice, e lo stesso racconto è una progressione verso una catastrofe finale. Come in Crocevia della morte, invece, la soluzione finale si poggia su un'apparenza di giustizia che tuttavia non corrisponde alla realtà: il protagonista finisce sulla sedia elettrica per un omicidio che non ha commesso, mentre quello davvero compiuto era, in effetti, per legittima difesa.

## Riconoscimenti
- 2001 - Festival di Cannes
  - Miglior regia[18]
- 2001 - BAFTA
  - Migliore fotografia
- 2002 - David di Donatello
  - Miglior film straniero
- 2002 - Oscar
  - Candidato a miglior fotografia